# New Blue Sun
New Blue Sun – debiutancki solowy album amerykańskiego muzyka André 3000. Płyta została wydana przez Epic Records 17 listopada 2023 roku. Album posiada instrumentalne wkłady ansamblu, w którego skład wchodzą Benjamin grający na różnych fletach, perkusjach, producent Carlos Niño, klawiszowiec Surya Botofasina, gitarzysta Nate Mercereau, perkusista Deantoni Parks, wokalistka Mia Doi Todd, multiinstrumentalista Jesse Peterson i klawiszowiec Diego Gaeta, a także muzycy z Leaving Records, VCR i Matthewdavid. Album ten stanowi zakończenie 17-letniej przerwy artysty w tworzeniu nowego materiału. Będzie to pierwsza solowa nominacja muzyka do 67. ceremonii wręczenia nagród Grammy w kategorii Album Roku. Wcześniej, w 2004 roku, zdobył tę nagrodę za Speakerboxxx/The Love Below (2003) autorstwa duetu OutKast.

## Lista utworów
| Nr | Tytuł utworu | Autorzy                                                                | Długość |
| -- | --- | ---------------------------------------------------------------------- | ------- |
| 1. | „I Swear, I Really Wanted to Make a 'Rap' Album but This Is Literally the Way the Wind Blew Me This Time”                                         | André Benjamin, Carlos Niño, Nate Mercereau, Surya Botofasina          | 12:20   |
| 2. | „The Slang Word P(*)ssy Rolls Off the Tongue with Far Better Ease Than the Proper Word Vagina. Do You Agree?”                                     | André Benjamin, Carlos Niño, Nate Mercereau, Surya Botofasina          | 13:50   |
| 3. | „That Night in Hawaii When I Turned into a Panther and Started Making These Low Register Purring Tones That I Couldn't Control ... Sh¥t Was Wild” | André Benjamin, Carlos Niño, Nate Mercereau, Deantoni Parks            | 10:29   |
| 4. | „BuyPoloDisorder's Daughter Wears a 3000® Shirt Embroidered”                                                                                      | André Benjamin, Carlos Niño, Nate Mercereau, Surya Botofasina          | 13:05   |
| 5. | „Ninety Three 'Til Infinity and Beyoncé” | André Benjamin, Diego Gaeta, Matthewdavid, Shabaka Hutchings, V.C.R    | 3:49    |
| 6. | „Ghandi, Dalai Lama, Your Lord & Savior J.C. / Bundy, Jeffrey Dahmer, and John Wayne Gacy”                                                        | André Benjamin, Carlos Niño, Diego Gaeta, Jesse Peterson, Mia Doi Todd | 10:15   |
| 7. | „Ants to You, Gods to Who?” | André Benjamin, Carlos Niño, Diego Gaeta, Jesse Peterson, Mia Doi Todd | 6:42    |
| 8. | „Dreams Once Buried Beneath the Dungeon Floor Slowly Sprout into Undying Gardens”                                                                 | André Benjamin, Carlos Niño, Nate Mercereau, Surya Botofasina          | 17:11   |
|    | |                                                                        | 1:27:41 |